# Karol Rimely
Karol Rimely (ur. 4 lutego 1825 w Ostrzyhomiu, zm. 13 stycznia 1904 w Bańskiej Bystrzycy) – węgierski duchowny katolicki, dziesiąty biskup ordynariusz bańskobystrzycki od 1893 roku.

## Życiorys
Urodził się w 1825 roku w Ostrzyhomiu, gdzie ukończył szkoły: elementarną, średnią i podjął studia teologiczne. Po ich ukończeniu w 1848 roku przyjął święcenia kapłańskie. Pracował następnie w parafiach na terenie Austro-Węgier. W 1893 roku został mianowany przez papieża Leona XIII ordynariuszem bańskobystrzyckim. W tym samym roku miała miejsce jego konsekracja biskupia.
Za jego rządów miała miejsce renowacja budynku seminarium duchownego, który powiększono o dobudowane drugie pięto kosztem 60 tysięcy koron. Biskup Rimley wspierał także organizacje dobroczynne, na które przekazał 400 tysięcy koron. Suma ta pochodziła z własnych źródeł biskupa oraz z diecezjalnych nieruchomości. Mrocznym aspektem jego pontyfikatu była postępująca madziaryzacja oraz spory z księżmi popierającymi idee panslawizmu. Zmarł w 1904 roku w Bańskiej Bystrzycy.